# Focke-Wulf Fw 61
 (décembre 2011).
Si vous disposez d'ouvrages ou d'articles de référence ou si vous connaissez des sites web de qualité traitant du thème abordé ici, merci de compléter l'article en donnant les références utiles à sa vérifiabilité et en les liant à la section « Notes et références ».
Le Focke-Wulf Fw 61 (désigné plus tard Focke-Achgelis Fa 61) était un hélicoptère expérimental construit par Henrich Focke en 1932, qui marqua le début de la carrière d'hélicoptériste de ce dernier. Il s'avéra rapidement que c'était le premier modèle d'hélicoptère entièrement fonctionnel au monde. Il fut réalisé en deux exemplaires dans les années 1935-1936 par la société Focke-Wulf (Focke-Wulf Flugzeugbau AG), fondée en 1923 par Henrich Focke et Georg Wulf.

## Genèse de sa conception
En construisant sous licence des autogires Cierva C.19 et Cierva C.30 et en réalisant des essais peu concluants avec son prototype Fw 186, Henrich Focke comprit en 1932 que leurs défauts ne pourraient être éliminés qu’en réalisant un véritable hélicoptère. En effet, ils manquaient de manœuvrabilité et de stabilité, et l’appareil ne pouvait pas se poser en toute sécurité en cas de panne du moteur ou de rupture de l’arbre de transmission.
Henrich Focke fit tout d’abord de nombreux calculs pour construire des maquettes testées en soufflerie. Puis, il s'inspira pour cela des travaux de l’Espagnol Juan de La Cierva qui travaillait en Grande-Bretagne ainsi que sur ceux de Glauert et de Lock pour améliorer les caractéristiques du rotor.
Focke opta pour un concept à deux rotors contrarotatifs assurant une parfaite symétrie des commandes. En 1934, une première maquette équipée d’un moteur deux-temps fournit de premiers résultats prometteurs. Elle est aujourd’hui exposé au Deutsches Museum à Munich. Le 9 février 1935, Focke reçut du ministère de l’aviation (RLM) une commande pour réaliser un prototype désigné officiellement Fw 61 mais que Focke lui-même appela cependant toujours F 61. La commande du deuxième exemplaire fut passée le 19 décembre 1935 par l’ingénieur aéronautique d’état-major (Fl. Hauptstabsing) du RLM Roluf Lucht.

## Essais en vol
Le premier prototype (immatriculé V 1 D-EBVU, n° de fabrication usine 931) était déjà pratiquement terminé et l’ingénieur Ewald Rohlfs (en) qui avait rejoint la société Focke-Wulf le 1er mai 1935, effectua les premiers vols d’essai, l’appareil étant captif, relié au sol par des cordes dans un hall à Hemelingen où Focke avait été banni par les « nouveaux dirigeants » de sa société. Le premier vol entièrement libre n’eut lieu que le 26 juin 1936, car Rohlfs avait dû être rapatrié d’Amérique du Sud grâce à l’insistance de Ernst Udet, où la direction de la société – qui désapprouvait le projet – l’avait envoyé en mission au printemps 1936. Jusqu’au début du mois d’août, les essais avaient suffisamment progressé pour permettre aux services officiels du centre d’essai en vol (‘’Erprobungsstelle’’) de Rechlin de refaire les mêmes essais pour vérifier les performances, tâche qui fut confiée à l’ingénieur Walther Ballerstedt. Celui-ci possédait une certaine expérience du vol sur autogire Cierva C.30. Focke, qui était plus que précautionneux, tint à ce que son premier vol se fasse sur appareil captif. Ballerstedt était enthousiasmé par les qualités de vol de l’appareil, considérant uniquement que la commande de variation de hauteur, commandée par la poignée des gaz et par conséquent par la variation de régime des rotors, était très sensible. Udet, qui avait entre-temps succédé au général Wilhelm Wimmer était enthousiasmé et faisait pression pour présenter l’hélicoptère en public le plus vite possible. Le deuxième prototype (immatriculé V 2 D-EKRA, n° usine 1789) put faire son premier vol au printemps 1937, avec de nouveau Rohlfs aux commandes. Le 10 mai 1937, celui-ci réalisa le premier atterrissage en autorotation moteur arrêté.

## Records
Un mois plus tard (les 25 et 26 juin 1937), Rohlfs avait battu sur cet appareil tous les records établis précédemment. Les meilleures performances précédentes avaient été établies par Louis Breguet et son Gyroplane Laboratoire en 1936 avec 1 h 2 min de vol, 44,69 km en circuit fermé, la vitesse de 121 km/h et 158 mètres d'altitude. Le Fw 61 atteignit une altitude de 2 439 m, se maintint en l’air pendant 1 h 20 min 49 s, atteignit une vitesse de 122,55 km/h sur une distance de 20 km et couvrit 80,604 km en circuit fermé.

## La nouvelle société
Les difficultés que lui faisaient les dirigeants de son ancienne société poussèrent Focke à s’en séparer entièrement et à fonder le 27 avril 1937 avec le célèbre pilote de voltige aérienne Gerd Achgelis une nouvelle société appelée Focke-Achgelis & Co GmbH dont les usines Weser Flugzeugbau détenaient aussi des parts. Le suivi technique des deux hélicoptères qui comme tous les nouveaux développements restaient la propriété de l’État, fut transférée à la nouvelle société. Rohlfs ayant décidé de rester chez Focke-Wulf, Focke engagea sur les conseils de Udet l’ingénieur Carl Bode pour poursuivre les essais. Celui-ci avait fait partie de l’équipe gagnante de la compétition Deutschlandflug (de) (tour d’Allemagne) de 1933 en tant que membre d’Akaflieg Hannover et rejoignait désormais Focke-Achgelis après avoir travaillé au centre d’essais en vol de Rechlin et chez Arado. Les deux autres pilotes ayant le plaisir de voler sur cet hélicoptère étaient l’ingénieur Carl Francke (de) du CEV de Rechlin et Hanna Reitsch, qui n’avait cependant pas d’autorisation.  Elle faillit même s'écraser lors de son premier vol car elle avait sous-estimé les difficultés du pilotage d’un hélicoptère. Elle apprit cependant très rapidement à le maîtriser. Lors d’un vol de Brême à Berlin-Tempelhof (25 octobre 1937), qu’elle dut interrompre deux fois, d’abord en raison d’une surchauffe puis à Stendal pour cause d’intempéries, elle poussa le record de distance en ligne droite à 109 km. Bode battit ce record le 20 juin 1938 en franchissant 230,248 km en ralliant Berlin-Rangsdorf depuis Fassberg. Sur le prototype V 2, il battit aussi le 29 janvier 1939, avec 3 427 mètres, le record d’altitude détenu précédemment par Rohlfs.
À la suite de ces succès, Udet faisait pression pour que la production en série commençât aussitôt. Pour être utile un tel appareil devait cependant pouvoir transporter deux personnes (instructeur plus élève pilote) et surtout une charge utile et il était donc nécessaire de réaliser un appareil biplace avant d’envisager une fabrication en série. En conséquence, on commença le développement d’un successeur biplace appelé Fa 224 Libelle, qui aurait été motorisé avec un moteur Hirth HM 508 de 280 ch (206 kW) ou un moteur Argus As 10 C de 270 ch (198 kW). Le projet ne dépassa cependant pas le stade de la maquette et dut être abandonné au début de la Seconde Guerre mondiale au profit du Fa 223 Drachen qui était également en cours de développement.

## Présentation dans la Deutschlandhalle

Le Focke-Wulf FW 61 sur un timbre de 1979.

Udet était tellement enthousiasmé par le nouvel appareil qu’il avança une autre idée. Vers la fin de l’année 1937, Berlin préparait une exposition coloniale intitulée « Kisuaheli » qui devait se tenir dans la Deutschlandhalle, salle polyvalente de Berlin. Il obtint que le nouvel hélicoptère fut présenté en vol au cours de la revue prévue pour février 1938. Bode et Hanna Reitsch commencèrent le 10 février les préparatifs pour voler sur le prototype V 2, transporté à Berlin par le train, premiers essais qui se passèrent tout d’abord sans accroc. Mais, le 13 février, un accident eut lieu en présence du secrétaire d’État Erhard Milch. Lors du deuxième vol que Bode effectuait ce jour-là, le cardan droit se brisa par suite de fatigue des matériaux et l’hélicoptère bascula vers la droite. Le rotor percuta le sol en se brisant mais Bode put sortir indemne de l’appareil D-EKRA couché sur le dos. Cet accident aurait dû en lui-même motiver l’interdiction de voler dans une salle archi-comble. Mais tous les scrupules furent balayés. Le prototype V 1 fut transporté à Berlin et remis en état de vol en une nuit et un jour de travail pour la Première qui devait avoir lieu le 19 février. L’immatriculation D-EBVU fut remplacée sur le fuselage par le mot Deutschland (Allemagne). Ainsi, Hanna Reitsch présenta la toute récente réalisation technique de l’aéronautique lors de la Première et ensuite chaque jour, 18 fois au total, sans incident. Udet fut très déçu car le public ne montrait pas un enthousiasme particulier, même si Hanna Reitsch lors de sa descente de l’appareil était chaque fois vivement applaudie. Les raisons de la réaction mitigée des spectateurs étaient faciles à deviner. Il y avait tout d’abord la poussière soulevée par les rotors malgré un nettoyage minutieux du sol et que les spectateurs des premiers rangs (les places les plus chères…) recevaient dans les yeux, et d’autre part le fait que pendant les vols les fenêtres devaient être ouvertes et la ventilation poussée au maximum en plein mois de février. Hanna Reitsch avait en effet constaté lors d’un des derniers vols d’essai qu’elle devait pousser plus que d’habitude le levier de commande des gaz qui permettait de réguler la hauteur. Cette perte de puissance évidente du moteur était due à la qualité de l’air ambiant. Même la presse spécialisée restait réservée face à ce qui avait été annoncé comme un évènement sensationnel. Dans sa revue Flugsport (sport aéronautique), Oskar Ursinus (en) ne lui consacra pas plus d’une ligne et demie... Henrich Focke reçut en octobre 1938 la médaille Lilienthal en or (Goldene Lilienthal-Medaille) et le 12 novembre il fut élevé au grade de docteur honoris causa par l’université technique de Hanovre où il avait étudié.
Le prototype V 2 (rebaptisé Fa 61) servit ensuite pour des essais jusqu’en 1941, notamment dans le centre de recherches aérodynamiques AVA de Göttingen. Il fut ensuite transféré à Ochsenhausen près de Biberach où la société avait son nouveau siège à la suite des bombardements alliés de Hoykenkamp (en) et est vraisemblablement tombé aux mains des troupes françaises vers la fin de la guerre. Le prototype V 1 par contre, qui était exposé à l’entrée de l’usine de Brême, fut détruit lors d’un bombardement dans la nuit du 3 au 4 juin 1942.

## Description technique
Pour les deux prototypes, le Fw 61 V 1 immatriculé D-EBVU (no 931) puis le Fw 61 V 2 immatriculé D-EKRA (no 1789), Focke avait utilisé un fuselage de Focke-Wulf Fw 44 Stieglitz légèrement modifié. Il n’avait qu’un poste de pilotage ouvert, conservait sa dérive au-dessus de laquelle était fixé un plan horizontal en T relié à la dérive par des étrésillons mais compensable, faisant office de gouverne de profondeur. Il était en outre équipé d’un train avant fixe et de la roulette de queue d’origine. Les roues du train principal possédaient des freins.
La portance était assurée par deux rotors tripales contrarotatifs disposés à l’extrémité de poutres latérales en tubes d’acier soudés. La motorisation consistait en un moteur en étoile à 7 cylindres Bramo 314 E non caréné, fixé dans la pointe avant du fuselage et équipé d’une petite hélice servant uniquement à son refroidissement et non pas à la propulsion. La majeure partie de la puissance motrice était transmise, au travers d'un embrayage et d’un boîtier d'engrenages, à des arbres placés dans les poutres latérales et qui attaquaient les cardans au niveau du moyeu des rotors. Les pales des rotors, de forme trapézoïdale double et dont la corde était maximale au tiers de leur longueur, étaient constituées d'un tube d’acier (longeron) et de nervures en bois dont l’angle de calage diminuait en allant vers l’extrémité pour obtenir un vrillage optimal. Le profil de la pale était déterminé par un bord d’attaque en bois (contreplaqué) alors que la partie arrière était entoilée. Les pales possédaient des articulations de battement et de traînée au niveau du moyeu des rotors. Le pilotage autour de l'axe de roulis s'effectuait en faisant varier différemment l’angle d’incidence collectif de chacun des rotors. Pour assurer le déplacement en translation avant et arrière ainsi que le mouvement de giration (autour de l’axe de lacet), les pales étaient commandées à chaque rotation de manière que l’inclinaison de la poussée résultante génère la force requise.
Les sollicitations du pilote étaient transmises aux pales par le biais de câbles et de poulies placées sous le moyeu de chaque rotor. Un dispositif particulièrement important était celui permettant d’atterrir en toute sécurité même en cas de panne moteur ou de rupture d'un arbre de transmission. Un levier permettait de réduire le pas de toutes les pales et de permettre une descente en autorotation. Cette commande assurait en même temps le décrabotage du moteur. L’atterrissage se faisait ensuite en vol plané. Cette manœuvre une fois entamée n’était cependant pas réversible.  Une fois le levier activé, l’atterrissage ne pouvait se faire qu’en autorotation.